# دهنو كوخدان (دنا)
دهنو كوخدان (بالإنجليزية: Deh Now-e Kukhdan)‏ هي قرية تقع في إيران في قسم دنا الريفي. يقدر عدد سكانها بـ 145 نسمة .